# Berit Mørdre
Berit Mørdre (Nes (Akershus), 16 april 1940 - aldaar, 23 augustus 2016) is een Noors langlaufster. 

## Carrière
Mørdre won met de Noorse estafetteploeg de zilveren medaille tijdens de wereldkampioenschappen van 1966 in eigen land.
Mørdre won in 1968 de olympisch zilveren medaille op de 10 kilometer en Mørdre won met de Noorse estafetteploeg verrassend de gouden medaille op de estafette. Vier jaar later tijdens de spelen van Sapporo won Mørdre met de Noorse ploeg de bronzen medaille.

## Belangrijkste resultaten

### Olympische Winterspelen
| Editie | Plaats   | Resultaten                      |
| ------ | -------- | ------------------------------- |
| 1968   | Grenoble | 10e 5 km · 10 km · estafette    |
| 1972   | Sapporo  | 7e 5 km · 14e 10 km · estafette |

### Wereldkampioenschappen langlaufen
| Jaar | Plaats   | Resultaten                      |
| ---- | -------- | ------------------------------- |
| 1966 | Oslo     | estafette                       |
| 1968 | Grenoble | 10e 5 km · 10 km · estafette    |
| 1972 | Sapporo  | 7e 5 km · 14e 10 km · estafette |
| 1974 | Falun    | 6e 10 km                        |